# Stowe (Lincolnshire)
Stowe – przysiółek w Anglii, w Lincolnshire. Leży 32 km od miasta Grantham. W 1921 roku civil parish liczyła 19 mieszkańców. Stowe jest wspomniana w Domesday Book (1086) jako Estou.